# Live (Kix)
Live è un album dal vivo del gruppo musicale statunitense Kix, pubblicato nel 1993 dalla Atlantic Records

## Tracce
1. Hot Wire – 6:05 (Purnell, Taylor Rhodes)
2. Same Jane – 4:54 (Purnell, Halligan Jr.)
3. Rock & Roll Overdose – 4:27 (Purnell, Rhodes)
4. Sex – 4:42 (Purnell, Whiteman)
5. The Itch – 6:28 (Purnell)
6. For Shame – 5:34 (Purnell)
7. Tear Down the Walls – 4:47 (Purnell, Rhodes)
8. Blow My Fuse – 5:52 (Purnell)
9. Girl Money – 7:06 (Purnell, Rhodes)
10. Cold Blood – 6:32 (Purnell, Rhodes)
11. Don't Close Your Eyes – 4:25 (Purnell, Palumbo, Halligan Jr.)
12. Yeah, Yeah, Yeah – 13:50 (Forsythe, Purnell, Chalfant, Younkins, Whiteman)

## Formazione
- Steve Whiteman – voce, armonica, sassofono
- Brian Forsythe – chitarre
- Ronnie Younkins – chitarre, cori
- Donnie Purnell – basso, tastiere, pianoforte, cori
- Jimmy Chalfant – batteria, percussioni, cori